# Червеняк
Червеня́к (Chamaetylas) — рід горобцеподібних птахів родини мухоловкових (Muscicapidae). Представники цього роду мешкають в Африці на південь від Сахари. 

## Таксономія і систематика
Раніше черевеняків відносили до родини дроздових (Turdidae) і включали до роду Алєте (Alethe), однак за результатами низки молекулярно-генетичних досліджень їх було переведено до відновленого роду Chamaetylas в родині мухоловкових.

## Види
Виділяють чотири види:
- Червеняк червоногорлий (Chamaetylas poliophrys)
- Червеняк білогрудий (Chamaetylas fuelleborni)
- Червеняк білобровий (Chamaetylas poliocephala)
- Червеняк білогорлий (Chamaetylas choloensis)

## Етимологія
Наукова назва роду Chamaetylas походить від сполучення слів дав.-гр. χαμαι — на землі і τυλας — дрізд.